# Игор Цукров
Игор Цукров (Шибеник, СФРЈ, 6. јун 1984) хрватски је певач и музичар.
Представљао је Хрватску на Песми Евровизије 2009, са песмом Лијепа Тена, од хрватског текстописца Тончија Хуљића. Диви се музичарима попут Андрее Бочелија и Џорџа Мајкла. Наступао је на Сплитском фестивалу, где је добио награду за најбољег дебитанта. Издао је један албум песама и шест синглова.